# ビターシュガー
『ビターシュガー』は、大島真寿美による日本の恋愛小説シリーズ。小学館の文芸誌『きらら』に連載され、同社より2006年に刊行された『虹色天気雨』（にじいろてんきあめ）、2010年に刊行された続編『ビターシュガー（虹色天気雨2）』の全2作。アラフォー世代の39歳の仲良しである女性3人の本音の恋愛論が展開される。
それらを原作にNHK総合テレビジョンで、2011年10月にテレビドラマ化された。

## 書誌情報
- 虹色天気雨（2006年11月、小学館、ISBN 978-4-09-386176-2）
  - 虹色天気雨（2009年1月8日、小学館文庫、ISBN 978-4-09-408338-5）
- ビターシュガー（虹色天気雨2）（2010年6月28日、小学館、ISBN 978-4-09-386279-0）
  - ビターシュガー（虹色天気雨2）（2011年11月6日、小学館文庫、ISBN 978-4-09-408573-0）

## テレビドラマ
新設されるNHK総合「よる★ドラ」枠の第1作として、2011年10月18日から12月20日まで毎週火曜日の22:55 - 23:24（JST）で全10回放送。主演は、連続ドラマ初主演のりょうが務めた。

### キャスト

#### 主要人物
江島 市子 - りょう（高校時代 / 写真：松浦りょう）
39歳。映画ライター、7年付き合った恋人と別れ、現在は仕事が恋人。
橋本 まり - 和久井映見（高校時代 / 写真：田中梨花）
39歳。年下の彼氏と付き合っているが関係は最悪で、いつも不安を抱えている。
五十嵐 奈津 - 鈴木砂羽（高校時代 / 写真：指出瑞貴）
39歳。元モデル、専業主婦。華やかで格好良い男性ではなく収入が安定している今の夫を選んだ。娘を市子に預け失踪した夫を探しに行く。

#### その他
五十嵐家
五十嵐 憲吾 - カンニング竹山
失踪した奈津の夫。信州でコテージを経営していた知人から、そのコテージの管理を任される。
五十嵐 美月 - 荒川ちか
奈津の娘。市子、まり、三宅、旭とも親しい。
友達（恋人）
岩本 耕太朗 - 袴田吉彦
市子の元彼氏、ワイン輸入商社に勤めている。
飛沢 旭（あきら） - 忍成修吾
まりの彼氏、写真家。写真ほど恋愛に興味がない。まりと喧嘩し住む場所が無くなり、市子のマンションに居候する。
内藤 真治 - 東儀秀樹
以前勤めていた内装工事の会社が倒産し、現在は輸入販売代理店の営業をしている。まりと10年ぶりに再会する。
三宅 拓巳 - 豊原功補
デザイン会社社長。ゲイ、3人共通の友達。
辻 房恵 - 井上和香
市子と奈津の共通の友達。バツ2、耕太朗と交際していたが気持ちが離れ別れる。その後、女の子を出産する。
丹羽 重彦 - 宅間孝行
房恵の元夫。房恵に子供が出来たのが切っ掛けでよりを戻す。
その他
- 土方 - ジョニー吉長（デザイン会社社員・カメラマン）
- 小糸 - 中村静香（デザイン会社経理・アルバイト）
- 川崎 ジュン - 古川雄輝（小糸の婚約者）
- 江島 浩子 - 山口果林（市子の母親、病気で他界）
- 三宅 知里 - 藤本琉月（三宅の娘・幼少期 / 写真）
- 三宅 絵里子 - 山下容莉枝（三宅の元妻）
- カメラマン - 小林正寛（旭の先輩カメラマン）

市子が評論する映画の登場人物
- 第1話
  - 女子高生 - 千葉夏実、松田梨紗子、斎藤亜美（映画「夏空の恋唄」の劇中に登場する女子高生）

- 第2話
  - ホラー映画のヒロイン - ケイテリン・ジルソン

- 第3話
  - 恋愛映画の男 - 尾関伸嗣
  - 恋愛映画の女 - 柊子

- 第4話
  - ルームシェアの男 - エミル・レイマー（映画「ルームシェア」の劇中に登場する主演男優）
  - ルームシェアの女 - ケイテリン・ジルソン（映画「ルームシェア」の劇中に登場するヒロイン）

- 第6 - 7話
  - 女性講師 - ロボダ
  - 男性講師 - グレッグ
  - 男子生徒 - ザハロウ・マーク

### スタッフ
- 原作 - 大島真寿美『虹色天気雨』『ビターシュガー』
- 脚本 - 今井雅子
- 音楽 - 田中拓人
- 演出 - 西谷真一、土井祥平
- 解説放送ナレーション - 河本邦弘
- ディスプレイ指導 - 持木慎子
- 制作統括 - 後藤高久、菅原浩
- 制作 - NHKエンタープライズ
- 制作・著作 - NHK

### 主題歌
- 矢井田瞳「間違いだらけのダイアリー」

### 放送日程
| 各回                                           | 放送日   | サブタイトル   | 演出     | 視聴率 |
| ---------------------------------------------- | -------- | -------------- | -------- | ------ |
| 第1話                                          | 10月18日 | 雨に濡れた二人 | 西谷真一 | 3.8%   |
| 第2話                                          | 10月25日 | 恋に焦がれて   | 西谷真一 | 5.9%   |
| 第3話                                          | 11月01日 | 泥沼な女たち   | 西谷真一 | 4.7%   |
| 第4話                                          | 11月08日 | 甘い秘密       | 西谷真一 | 4.2%   |
| 第5話                                          | 11月15日 | 大人になる夏   | 西谷真一 | 4.5%   |
| 第6話                                          | 11月22日 | 夏のあやまち   | 土井祥平 | 3.9%   |
| 第7話                                          | 11月29日 | 愛のためらい   | 土井祥平 | 4.3%   |
| 第8話                                          | 12月06日 | 周回おくれの女 | 土井祥平 | 3.8%   |
| 第9話                                          | 12月13日 | 運命の人       | 土井祥平 | 5.6%   |
| 最終話                                         | 12月20日 | 愛があふれてる | 西谷真一 | 4.6%   |
| 平均視聴率 4.5% ビデオリサーチ調べ・関東地区） |          |                |          |        |

2012年4月22日深夜（4月23日未明）より6月24日深夜（6月25日未明）の毎週日曜深夜=月曜0:10-0:39にアンコール放送された。